# 毛轴藏匐柳
毛轴藏匐柳（学名：Salix faxonianoides var. villosa）为杨柳科柳属下的一个变种。

## 扩展阅读
- 維基物種上的相關：毛轴藏匐柳